# Crow (volk)

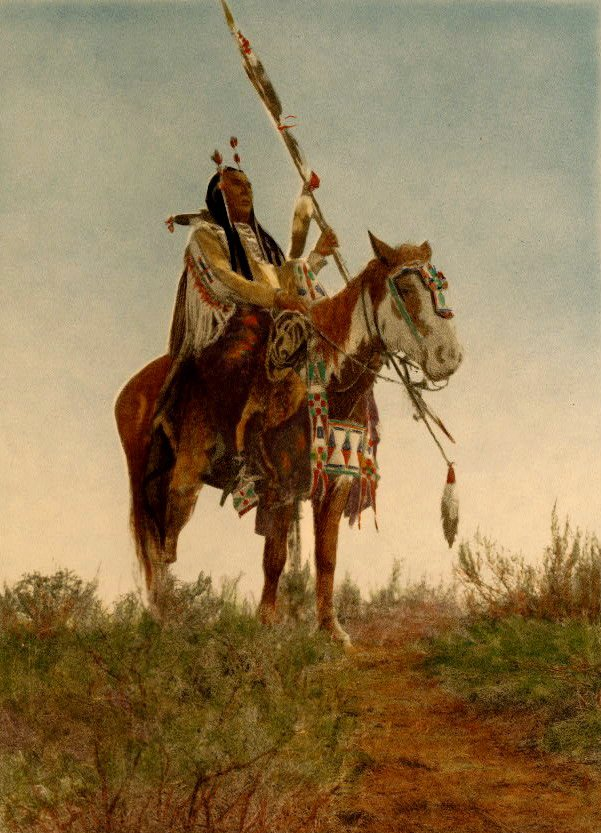
Crowkrijger op zijn paard

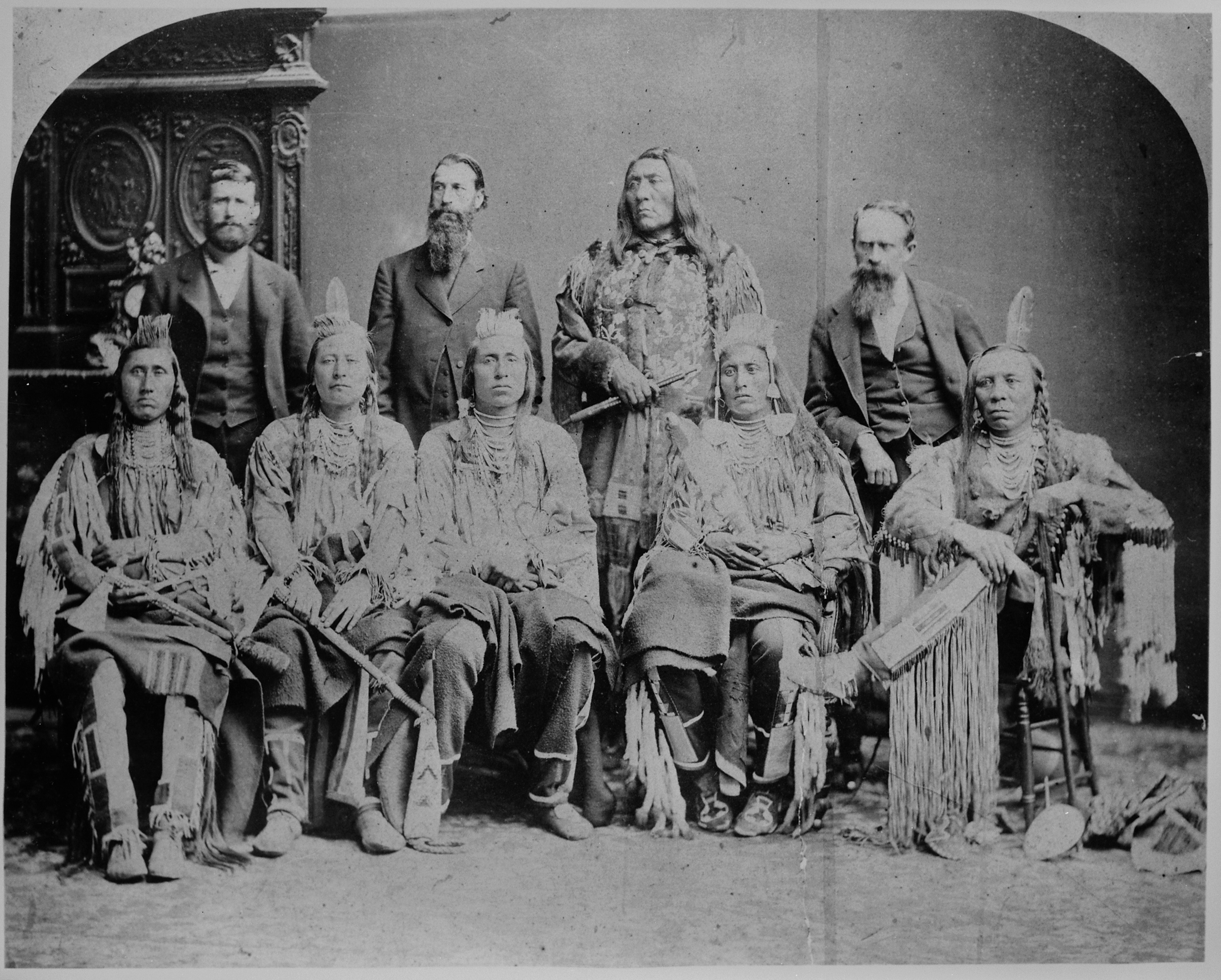
Een groep van Crowindianen, 1880

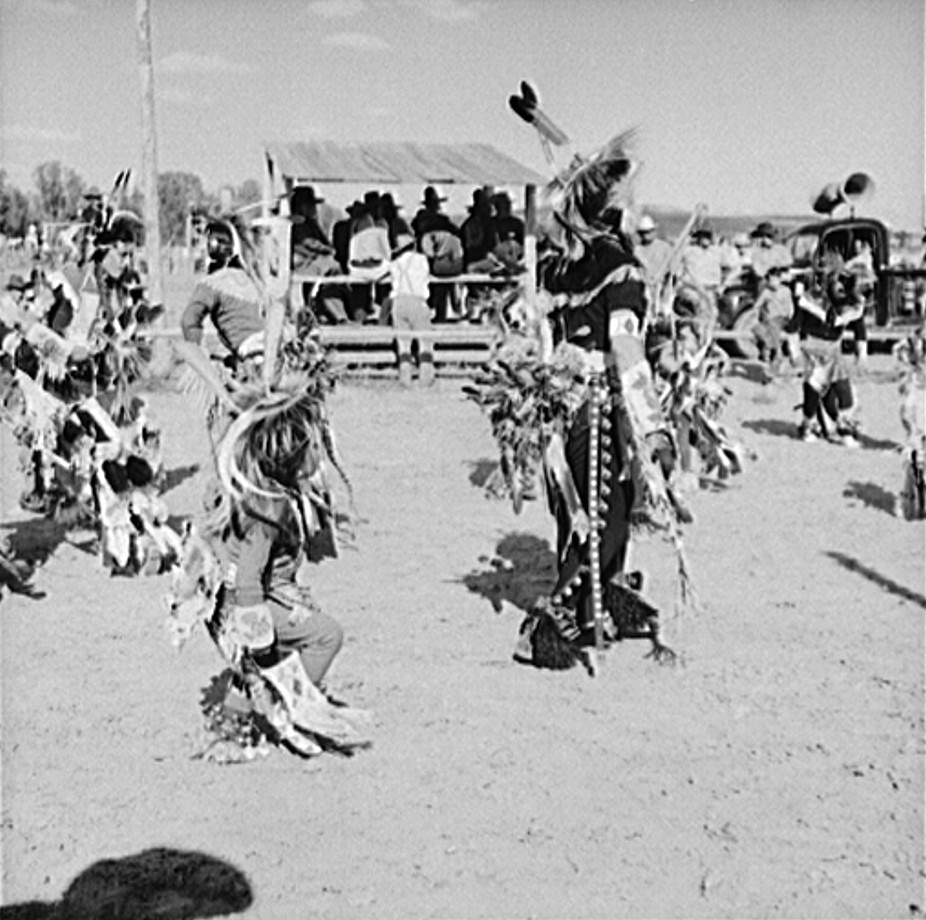
Crowindianen in feestkledij, 1941

De Crow (in Crowtaal: Apsáalooke) of Absaroke zijn een indianenstam uit de Verenigde Staten, verwant aan de Sioux. Ze behoren tot de prairie-indianen en leven in een gebied in de staten Wyoming, North Dakota en Montana. Hun hoofdkwartier is gelegen in Crow Agency.

## Geschiedenis
De naam Apsáalooke betekent kinderen van de vogel met de lange snavel. In 1743 ontmoette het volk voor het eerst iemand uit Europa: pelshandelaar Louis-Joseph Gaultier de La Vérendrye (1717-1760). Hij noemde de stam gens du corbeaux, wat in het Engels vertaald people of the crow is. Op dat moment hadden de Crow een grondgebied van ongeveer 9300 vierkante kilometer. In de jaren 1800 volgden verschillende oorlogen tussen de Indianenstammen en de blanke Amerikaanse bevolking. In het Verdrag van Fort Laramie (1851) werden gebiedsgrenzen vastgelegd. 
Tussen de stammen was er ook onenigheid. De Lakota en Cheyenne eisten steeds meer grondgebied op van de Crow. In 1876 wonnen indianen de slag tegen de blanke Amerikanen in de Slag bij de Little Bighorn. In de Black Hills Oorlog later dat jaar namen de Lakota, Cheyenne, Dakota en Arapaho onder leiding van Sitting Bull, Crazy Horse, Dull Knife en Little Wolf het op tegen de Blanke Amerikanen onder leiding van George Armstrong Custer. De indianenstammen Shoshone, Pawnee en de Crow kozen de zijde van de Amerikanen.
Crazy Horse liet het leven in deze oorlog. In 1877 werd in een verdrag vastgelegd dat indianen een grondgebied toegekend kregen (indianenreservaat). Onder leiding van Plenty Coups (1848-1932) werd de vrede met de blanke Amerikanen bestendigd. 